# Гуревич, Павел Маркович
Павел Маркович Гуревич (1880 — не ранее 1913) — российский публицист, переводчик, инженер.

## Биография
Окончил гимназию и технологический институт в Санкт-Петербурге и Дармштадте. Автор около ста статей в Русском биографическом словаре, сотрудничал с редколлегией Энциклопедического словаря Брокгауза и Ефрона, технических изданий. Печатался в «Санкт-Петербургских ведомостях», «Биржевых ведомостях», «Праве», «Былом».

## Избранное
- Гуревич П. М. Парламентские выборы и рост социалдемократических партий : (Стат. очерк с прил. сравнительной табл. роста с.-д. партий Европы и Америки). — СПб.: Мир, 1906. — 31 с.
- Гуревич П. М. Почему нет сильной социалдемократии в «свободной» Америке? : (По Зомбарту, Каутскому и др.). — [СПб.] : Товарищ, 1906. — 32 с.
- Гуревич П. М. Религия и социалдемократия. — СПб.: электропеч. Я. Левенштейн, 1906. — 14 с. (также СПб.: Горизонт, 1907).
- Гуревич П. М. I. Роль интеллигенции в современном рабочем движении; II. Социалдемократия и студенчество: Пер. с нем. из органа герман. с.-д. рабочей партии «Neue Zeit». — СПб.: Товарищ, 1906. — 15 с.

переводы
- Гофман К. Эгоизм и социализм, или «Я» и общество / (Пер. с нем. и предисл. П. Гуревича). — СПб.: Мир, 1906. — 10+37 с.
- Жорес Ж. Государство будущего : Речи: Жореса, Вайяна и Клемансо во Фр. палате депутатов 6 июня 1906 г. / Пер. П. Гуревича. — СПб.: Мир, 1907. — 48 с.
- Люксембург Р. Русская революция : (Речь, произнес. на нар. собр. в Маннгейме 25 сент. 1906 г.) / Пер. с предисл. П. Гуревича. — СПб.: Мир, [1906]. — 8 с.
- Паннекук А. Перевороты в государстве будущего / Пер. с нем. П. Гуревича. — СПб.: Мир, 1907. — 24 с.
- Паннекук А. Этика и социализм / Пер. с нем. с пред. П. Гуревича. — СПб.: Мир, 1907. — 31 с.